# Porcupine Tree
Porcupine Tree (wörtlich übersetzt „Stachelschweinbaum“) ist eine 1987 gegründete Progressive-Rock-Band aus England um Gitarrist, Sänger und Komponist Steven Wilson.

## Geschichte

### Die Anfänge (1987 bis 1990)
Porcupine Tree war zunächst ein Soloprojekt von Steven Wilson. Parallel zu seiner Arbeit mit Tim Bowness (No-Man) nahm er – beeinflusst von psychedelischen Rockbands aus den 1970er Jahren – in seinem zu Hause eingerichteten Studio erste Tapes auf. Da er befürchtete, dass ihm als „Hobbymusiker“ die Anerkennung versagt bleiben könnte, erfand er die fiktive Band Porcupine Tree, die sich angeblich nach einem längeren Gefängnisaufenthalt auf einem Rock-Festival in den 1970er Jahren zusammengefunden hatte. Er fälschte eine zugehörige Diskografie und veröffentlichte 1989 eine 80-minütige Kassette mit dem Titel Tarquin’s Seaweed Farm, die bereits eine erste Version von Radioactive Toy enthielt, einem der bekanntesten Titel aus der Frühphase von Porcupine Tree. Im Inlay der Kassette waren die fiktiven Informationen über Porcupine Tree abgedruckt.
Es folgten weitere Kassetten in Kleinstauflagen, die zunächst nur wenig Beachtung fanden. Dennoch nahm ihn die vom britischen Untergrundmagazin „Freakbeat“ neu gegründete Plattenfirma „Delerium“ als ersten Künstler unter Vertrag. Das Porcupine-Tree-Stück Linton Samuel Dawson wurde auf einem Sampler der Plattenfirma veröffentlicht und Tarquin’s Seaweed Farm erschien in etwas größerer Auflage.

### On the Sunday of Life … und Up the Downstair (1991 bis 1994)
1992 wurde On the Sunday of Life in einer Auflage von 1000 Kopien auf Schallplatte veröffentlicht. Dieses Album enthielt eine Auswahl der besten Stücke aus den bis dahin veröffentlichten Tonträgern und war bereits kurz nach Veröffentlichung ausverkauft. Aufgrund der hohen Nachfrage wurde die Platte nachgepresst und das Album zudem auf CD veröffentlicht. Bis zum Jahr 2000 wurden von On the Sunday of Life mehr als 20.000 Kopien verkauft.
In der Folgezeit wandelte sich der Stil von Wilsons Veröffentlichungen. So erschien im November 1992 die ungefähr 30 Minuten lange EP Voyage 34 (Phase 1 und 2). Die Musik vermischt Einflüsse aus Ambient und Trance und lehnte sich an Werke von Gruppen wie The Orb oder Future Sound of London an. Die Stücke sind geprägt durch lange Soli, die als liquid rock bezeichnet werden, sowie eine Erzählung, die von einem LSD-Trip berichtet. Die EP erhielt gute Kritiken und erreichte die Top 20 der UK Independent Singles Charts. Ende 1993 folgte die zweite Voyage 34-EP (Phase 3 und 4), die den Drogentrip zu Ende führte (alle vier Stücke wurden 2000 überarbeitet auf einer CD wiederveröffentlicht).
1993 folgte jedoch zunächst Up the Downstair und wurde mit Begeisterung aufgenommen. Die britische Musikzeitschrift Melody Maker bezeichnete es als ein „psychedelisches Meisterwerk“. Der Musikstil, welcher wieder zwischen Rock und Ambient angesiedelt war, wurde weiterentwickelt. Die nicht verwendeten Stücke der Sessions wurden kurz danach als EP Staircase Infinities veröffentlicht. Zum ersten Mal arbeitete Wilson bei den Aufnahmen zu Up the Downstair mit seinen späteren Bandkollegen Richard Barbieri (Keyboards, früher bei der Band Japan aktiv) und Colin Edwin (Bass) zusammen, was insbesondere beim zehnminütigen Titelstück zu hören ist. Ende 1993 gaben Porcupine Tree ihr Live-Debüt. Dazu wurde noch der Schlagzeuger Chris Maitland hinzugeholt, den Wilson bereits von seinem Projekt No-Man kannte. Die „klassische“ Besetzung war geboren. 1994 veröffentlichten Porcupine Tree eine Coverversion von dem Prince-Song The Cross aus dessen Album Sign "☮" the Times. Bei der CD-Neuausgabe von Up the Downstair 2005 ersetzte man den auf der ursprünglichen Fassung verwendeten Drumcomputer durch Gavin Harrisons Schlagzeugspiel und fügte Staircase Infinities auf einer Bonus-CD hinzu.

### The Sky Moves Sideways und Signify (1995 bis 1997)
Die Arbeiten am nächsten Album sollten nicht vor Anfang 1995 fertig sein und daher veröffentlichten Porcupine Tree im Oktober 1994 die EP Moonloop, die zwei Stücke des nächsten Albums beinhaltete (wobei Stars Die vorerst nur auf der US-Version der Platte enthalten war und Moonloop auf dem Album gekürzt wurde).
Im Februar 1995 veröffentlichte die Band das dritte Studioalbum The Sky Moves Sideways. Es war das erste komplett mit der neuen Besetzung eingespielte Werk und wurde ein derartiger Erfolg, dass Porcupine Tree als die Pink Floyd der 1990er gefeiert wurden. Dennoch bedauerte Steven Wilson diesen Vergleich:

“I can’t help that. It’s true that during the period of The Sky Moves Sideways, I had done a little too much of it in the sense of satisfying, in a way, the fans of Pink Floyd who were listening to us because that group doesn’t make albums any more. Moreover, I regret it.”

Bei der CD-Neuausgabe 2003 wurde nicht nur der Drumcomputer auf zwei Stücken durch echtes Schlagzeug ersetzt, auf einer zusätzlichen CD fand sich auch die komplette EP-Version von Moonloop, Stars Die war enthalten und zusätzlich das Titelstück als alternative, fast 35 Minuten lange Fassung.
Nach der Auskopplung der ersten Single Waiting wurde das nächste Album Signify im September 1996 veröffentlicht. Das Album war eine Mischung aus Instrumentalstücken und Rocksongs, die zusätzlich Einflüsse aus der Avantgarde besaßen. Besonders Intermediate Jesus stach heraus, welches aus einer Jam-Session entstand und teilweise auf der limitierten Metanoia EP Ende 1998 veröffentlicht wurden.
Inzwischen wuchs die Fangemeinde kontinuierlich, vor allem in Italien, wo Lieder der Band von vielen Radiostationen gespielt wurden. Im März 1997 spielte Porcupine Tree drei Konzerte vor 5000 Personen in Rom. Das Material von den drei Konzerten wurde für das Live-Album Coma Divine – Recorded Live in Rom verwendet, das auch als Abschied für Porcupine Tree bei Delerium Records galt, da die Band weltweit bekannt werden wollte und daher ein größeres Label gefragt war.
Ende 1997 wurden die ersten drei Alben der Band neu veröffentlicht und remastert. Signify wurde in den Vereinigten Staaten unter Ark 21 Records von Miles Copeland III veröffentlicht.

### Stupid Dream und Lightbulb Sun (1998 bis 2001)
Die Aufnahmen für das fünfte Studioalbum Stupid Dream erstreckten sich über das ganze Jahr 1998. Wilson nennt das Album Pet Sounds von den Beach Boys sowie Todd Rundgren und Crosby, Stills and Nash als Inspirationsquellen. Zum Zeitpunkt der Aufnahme hatte die Band keinen Plattenvertrag, welchen sie allerdings noch im selben Jahr bei Snapper Music unterzeichneten.
März 1999 wurde das Album Stupid Dream veröffentlicht. Es folgte eine lange Tour durch Großbritannien, Italien, Griechenland, die Niederlande, Belgien, Schweiz, Deutschland, Frankreich, Polen und die Vereinigten Staaten. Des Weiteren wurden drei Singles, Piano Lessons, Stranger by the Minute und Pure Narcotic, vom Album ausgekoppelt, welche von europäischen und amerikanischen Radios gespielt wurden und sich in den britischen Independent Charts platzieren konnten. Mit seinem neuen Stil, der Elemente des Britpop enthielt, sorgte das Album für einige Verunsicherung bei alten Fans der Band. Es konnten jedoch auch viele neue Fans hinzugewonnen werden und so wurde das Album zum bis dahin meistverkauften und renommiertesten Werk der Band.
Das sechste Album Lightbulb Sun wurde im Mai 2000 veröffentlicht und enthält Gastbeiträge von Dave Gregory von der Band XTC. Daraus ausgekoppelt wurde die Single Four Chords That Made a Million. In Deutschland und Israel wurde zudem eine spezielle Doppel-CD-Auflage von Lightbulb Sun mit Bonusmaterial veröffentlicht. Es folgte eine gemeinsame Europa-Tour mit Dream Theater. Im Mai 2001 trat Porcupine Tree als Vorgruppe von Marillion in Frankreich, Deutschland und in den Niederlanden auf. Im Juni spielte die Band eine kurze US-Tour; darunter Auftritte beim North East Art Rock Festival in Pennsylvania und im Bottom Line in New York. Kurz darauf kündigte Porcupine Tree an, einen internationalen Plattenvertrag bei Atlantic Records zu unterschreiben.

### In Absentia (2002 bis 2004)
Im Februar 2002 änderte sich die Bandbesetzung, da der Schlagzeuger Chris Maitland nach achtjähriger Mitarbeit die Band verließ und somit durch den neuen Schlagzeuger Gavin Harrison ersetzt wurde. März 2002 erschien die Doppel-CD-Box Stars Die: The Delerium Years 1991–1997, die Höhepunkte der früheren Werke der Band bis zum Album Signify, Remixe und unveröffentlichte Stücke enthielt. Die Band begann die Aufnahmen für In Absentia in den Avatar Studios in New York für ihr erstes bei einem Majorlabel veröffentlichtes Album. Abgemischt wurde es von Tim Palmer in Los Angeles.

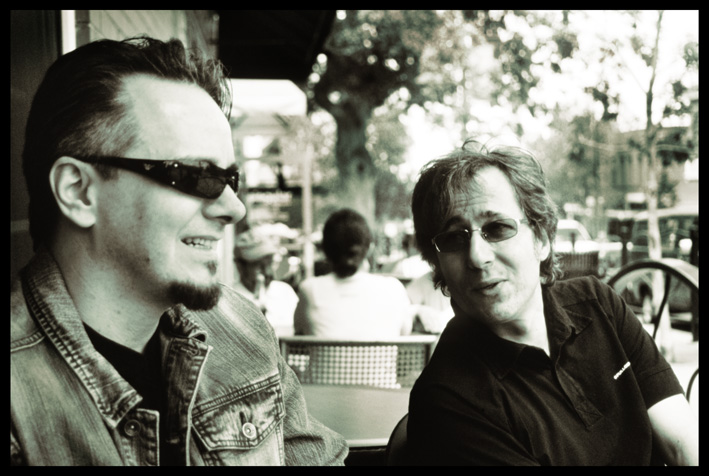
Gavin Harrison und Richard Barbieri

Das neue Album In Absentia wurde von Lava Records im September 2002 veröffentlicht und erhielt weltweit gute Kritiken. Es wurde das meistverkaufte Album der Band mit 100.000 Exemplaren im ersten Jahr und erhielt mehrere Platzierungen in europäischen Charts. Es wurde auch eine 5.1-Surround-Sound-Version veröffentlicht, die von Elliot Scheiner produziert wurde. Diese Version gewann den Preis für den besten 5.1-Mix auf den Surround Sound Music Awards in Los Angeles.
Für die Promotion des Albums unternahm die Band vier Touren durch Europa und Nordamerika, darunter eine mit der renommierten schwedischen Metal-Band Opeth. Die Bandbesetzung wurde im Verlauf der Touren durch den Gitarristen und Sänger John Wesley ergänzt. Während der Tour wurden die visuellen Elemente bei den Konzerten mit der Beteiligung des Filmemachers und Fotografs Lasse Hoile verstärkt, der auch das Cover für In Absentia gestaltete, so wurden durch dunkle und surreale visuelle Elemente ein Kontrast zur Musik von Porcupine Tree geschaffen. Die lange Werbekampagne für das Album endete am 30. November 2003, als die Band das Abschlusskonzert der Kampagne im ausverkauften Londoner Astoria spielten.
Im Jahr 2003 richtete Porcupine Tree ihr eigenes Online-Label Transmission ein, welches durch das Plattenlabel Burning Shed unterstützt wurde. Die erste Veröffentlichung über das Online-Label war eine Studioaufnahme für XM Radio, Washington. Die Band beabsichtigt, weitere exklusive Studioaufnahmen über dieses Label verfügbar zu machen.
Ebenfalls im Jahr 2003 wurden die früheren Alben Up the Downstair, The Sky Moves Sideways und Signify remastert und erschienen als Neuauflage mit Doppel-CDs, die jeweils aus einer CD mit neuem Stereo-Mix der Alben und einer zusätzlichen CD mit Bonusmaterial bestanden.

### Deadwing und Arriving-Somewhere-DVD (2004 bis 2006)
Im Frühjahr 2004 begannen Porcupine Tree die Aufnahmen für ihr mittlerweile achtes Studioalbum. Als Inspiration diente ein Drehbuch von Steven Wilson und seinem Freund Mike Bennion. Die weltweiten Verkäufe der Band näherten sich der halben Million, die Nachfrage nach einem neuen Album stieg, die Berichterstattung in den Medien über Porcupine Tree nahm zu und so entstanden große Fankreise.
Deadwing wurde in den Vereinigten Staaten und in Europa im Frühling 2005 als gewöhnliche Stereo- sowie 5.1-Surround-Edition veröffentlicht. Darüber hinaus wurden die zwei Singles Lazarus in Europa und Shallow in den Vereinigten Staaten ausgekoppelt. Das Album beinhaltet Gastauftritte von Adrian Belew von King Crimson sowie Mikael Åkerfeldt von Opeth und verkaufte sich erfolgreich. Die Single Shallow platzierte sich auf Platz 26 in den „US-Billboard’s-Hot-Mainstream-Rock-Tracks“-Charts. Der Track wurde später noch für den Soundtrack für Vier Brüder verwendet. Lazarus platzierte sich in den deutschen Top-100-Singles auf den 91. Platz. Am 22. März 2006 wurde das Album auch in Japan veröffentlicht und stellte damit die erste Bandveröffentlichung in dem Land dar.
Das Album gewann noch im selben Jahr den Surround Music Award in der Kategorie „Best Made-For-Surround Title“ und wurde vom US-amerikanischen Musikmagazin Sound & Vision als zweitbestes Album von 2005 gewählt.
Am 8. August 2006 wurde bekannt gegeben, dass Porcupine Tree einen Plattenvertrag bei Roadrunner Records UK unterzeichnet haben:

“Roadrunner has established itself as one of the world's premier independent labels for rock music, and we couldn't be more enthusiastic about working with them to expand our audience and elevate Porcupine Tree to the next level.”

Die erste Porcupine-Tree-Konzert-DVD Arriving Somewhere… wurde am 10. Oktober 2006 veröffentlicht. Auf der folgenden Tour wurde in der ersten Hälfte der Shows 50 Minuten neues Material gespielt, wobei sich im Januar 2007 herausstellte, dass dieses Material auf dem kommenden Album veröffentlicht wird. Die Tour wurde von der schwedischen Band Paatos, Oceansize und ProjeKt 6 unterstützt.

### Fear of a Blank Planet und The Incident (2007 bis 2009)

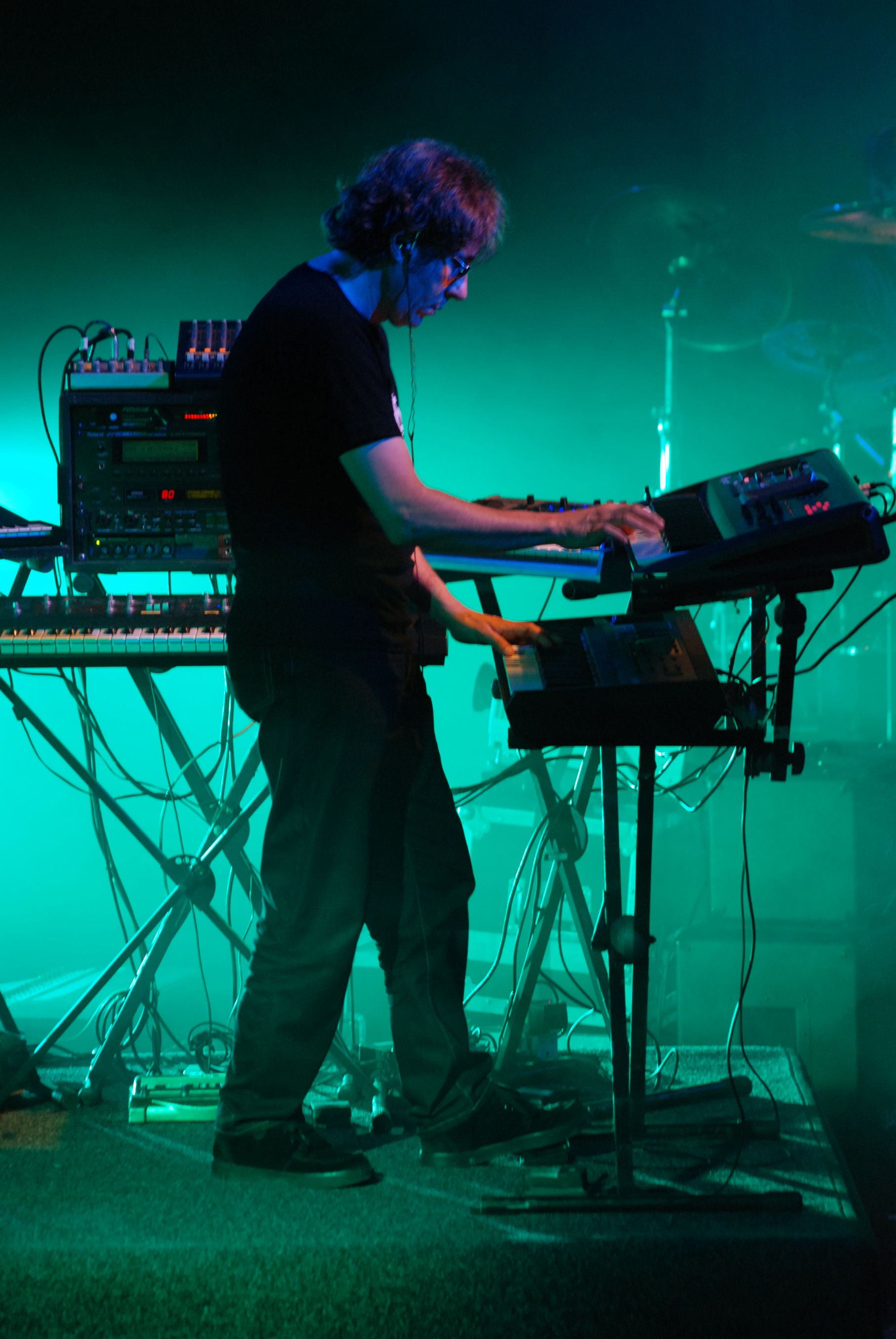
Richard Barbieri während eines Porcupine-Tree-Konzerts von 2007 in Krakau, Polen

Das Album Fear of a Blank Planet, erschienen am 16. April 2007, platzierte sich in fast allen europäischen Charts. und auf dem 59. Platz der Billboard-200. Die Band tourte 92 Termine in verschiedenen Ländern, darunter erstmalige Auftritte in Finnland und Mexiko sowie Auftritte auf einigen großen Festivals wie dem deutschen Hurricane Festival, dem Southside Festival und Download-Festival 2008 spielte die Band ihre ersten Auftritte in Australien. Das Konzept des Albums wurde vor allem von Bret Easton Ellis’ Roman Lunar Park inspiriert und der Titel stellt eine Anspielung auf das Album Fear of a Black Planet von Public Enemy dar. Das Album enthält Beiträge von Alex Lifeson (Rush) und Robert Fripp (King Crimson). Am 17. September 2007 wurde die EP Nil Recurring veröffentlicht, welche vier unveröffentlichte Tracks enthält. Die Tour zum Album wurde fortgesetzt und insbesondere das neue Material der EP wurde beworben, wodurch die EP in den britischen Independent-Albumcharts auf den achten Platz kletterte. Die EP wurde später am 18. Februar 2008 bei Peaceville Records neuveröffentlicht. Fear of a Blank Planet gewann Anfang November den „Album of the Year Award“ für das 2007 Classic Rock Awards Magazine. Im Dezember 2007 wurde es zusätzlich für einen Grammy in der Kategorie „Best Surround Sound Album“ nominiert. Anfang 2008 wurde die Auszeichnung „Bestes Album des Jahres 2007“ von den Lesern der niederländischen Progressive Rock Page (DPRP) vergeben.
Das folgende Album The Incident erschien am 11. September 2009. Auch dieses Album wurde durch DPRP als „Bestes Album 2009“ gewählt.
Ursprünglich war die Rede davon, dass sich die Band Anfang 2012 zusammenfinden werde, um an einem neuen Album zu arbeiten. In einem Interview vom siebten Dezember 2011 erklärte Wilson jedoch, entgegen dieser Aussage, dass er sich zunächst weiterhin der Tour zu seinem Soloalbum Grace for Drowning und dem Schreiben eines dritten Soloalbums widmen werde.
Ungeachtet der Inaktivität der Band wurde 2012 eine Live-Version des Incident-Albums, Octane Twisted, zwei Jahre nach dessen Aufnahme veröffentlicht. Steven Wilson erklärte in mehreren Interviews, dass er seine Solokarriere weiterverfolgen will. Er schloss ein weiteres Album mit der Band nicht aus. Anstelle des Songwritings für eine Band, schreibe er nun für sich selbst. Er merkte an, es sei aber menschlich, dass sich Fans an „Marken“ festhalten.

### Scheinbare Inaktivität, Closure/Continuation und weitere Alben (seit 2010)
Nachdem bereits Anfang 2021 die Internet- und Social-Media-Präsenz der Band aktualisiert wurde, wurden im Oktober 2021 neue Aktivitäten der Band bekanntgegeben. Am 1. November erschien die Single Harridan, am 24. Juni 2022 das Album „Closure/Continuation“, außerdem wurde eine Tournee angekündigt. Closure/Continuation wurde von 2010 bis 2021 komplett geheim von Wilson, Harrison und Barbieri geschrieben und aufgenommen. Sowohl ein Livealbum der Tour für Closure/Continuation als auch ein 12. Album sind vorgesehen.

## Stil

### Musik
Ihre Musik ist getragen von starker Melodiearbeit und hoher Detailverliebtheit, die nicht nur die Instrumentalität, sondern auch die Songstruktur umfasst. Der mehrstimmige Gesang und die Arrangements auf ihren durchweg progressiven früheren Alben erinnert an Musikgruppen wie Pink Floyd oder auch Crosby, Stills, Nash and Young zu Déjà-vu-Zeiten. Mit dem 2002 erschienenen Album In Absentia orientieren sich Porcupine Tree jedoch eher hin zu härteren Tönen unter Aufgabe der früheren Ansprüche an Leichtigkeit und Melodie.

### Texte
Die Texte von Porcupine Tree betreffen oft aktuelle Entwicklungen in der Politik oder der Gesellschaft, aber auch im Musikgeschäft: So wird zum Beispiel in Four Chords That Made A Million auf dem Album Lightbulb Sun (2000) die Ausbeutung kurzzeitig erfolgreicher Musiker angeprangert, während es in anderen Liedern um den moralischen Niedergang der Gesellschaft geht.
Das Konzeptalbum Fear of a Blank Planet (2007) ist der vorläufige Höhepunkt dieser Kritik; auf ihm thematisieren Porcupine Tree den sittlichen Verfall der Jugendlichen durch subtile Manipulation und exzessiven Konsum von Massenmedien und Drogen.

## Nebenprojekte
Steven Wilson ist als „Workaholic“ bekannt, was sich in der Anzahl und dem Stil seiner weiteren Projekte neben seiner „Hauptband“ Porcupine Tree sowie seiner Tätigkeit als Produzent unter anderem für Fish, Opeth, Orphaned Land und Anja Garbarek, sowie als respektierter Remixer vieler Albenklassiker bemerkbar macht.
- No-Man
- Blackfield
- Steven Wilson (Solo)
- Bass Communion
- I.E.M. (Incredible Expanding Mindfuck)
- Continuum
- Storm Corrosion

Richard Barbieri hat seit seinem Einstieg bei Porcupine Tree an nicht so vielen Projekten partizipiert wie davor. Unter dem Namen Jansen/Barbieri/Karn wurden vier Alben zwischen 1994 und 2004 veröffentlicht, auf denen Ambient und elektronische Musik zu finden ist.
Gavin Harrison spielte hingegen seit jeher bei sehr vielen anderen Bands und Projekten u. a. Claudio Baglioni, King Crimson oder The Pineapple Thief und ist auch weiterhin (wie vor seinem Einstieg bei der Band) als respektierter Studiomusiker tätig.
Colin Edwin ist nebenbei auch Bassist bei der Band Ex-Wise Heads, die seit 1997 Alben veröffentlichen und Artrock-Musik spielen, bei der meistens ein Blasinstrument die Melodie trägt und weitere Instrumente begleiten. Die Blasinstrumente spielt der Künstler und Multiinstrumentalist Geoff Leigh und hinzu kommen neben Colin Edwin auch einige Gastmusiker wie Rick Edwards am Schlagzeug oder anderen perkussiven Instrumenten.

## Trivia
2013 wurde eine in England gefundene Fossilienart Lapidaster hystricarboris († Thuy, 2013) aus dem Jura zu Ehren Steven Wilsons, Richard Barbieris, Gavin Harrisons und Colin Edwins mit der lateinischen Entsprechung des Bandnamens Porcupine Tree benannt.

## Diskografie
Studioalben

| Jahr | Titel                  | Höchstplatzierung, Gesamtwochen, AuszeichnungChartplatzierungen (Jahr, Titel, Platzierungen, Wochen, Auszeichnungen, Anmerkungen) | Höchstplatzierung, Gesamtwochen, AuszeichnungChartplatzierungen (Jahr, Titel, Platzierungen, Wochen, Auszeichnungen, Anmerkungen) | Höchstplatzierung, Gesamtwochen, AuszeichnungChartplatzierungen (Jahr, Titel, Platzierungen, Wochen, Auszeichnungen, Anmerkungen) | Höchstplatzierung, Gesamtwochen, AuszeichnungChartplatzierungen (Jahr, Titel, Platzierungen, Wochen, Auszeichnungen, Anmerkungen) | Höchstplatzierung, Gesamtwochen, AuszeichnungChartplatzierungen (Jahr, Titel, Platzierungen, Wochen, Auszeichnungen, Anmerkungen) | Anmerkungen                                                                                    |
| Jahr | Titel                  | DE | AT | CH | UK | US | Anmerkungen                                                                                    |
| ---- | ---------------------- | --- | --- | --- | --- | --- | ---------------------------------------------------------------------------------------------- |
| 1991 | On the Sunday of Life  | — | — | — | — | — | Erstveröffentlichung: Mai 1992                                                                 |
| 1993 | Up the Downstair       | — | — | — | — | — | Erstveröffentlichung: Juni 1993 Re-Release 2005 + Staircase Infinities als Bonus-Disc          |
| 1995 | The Sky Moves Sideways | — | — | — | — | — | Erstveröffentlichung: Februar 1995 Re-Release 2004 + Bonus-Disc                                |
| 1996 | Signify                | — | — | — | — | — | Erstveröffentlichung: September 1996 Re-Release 2004 + Insignificance als Bonus-Disc           |
| 1999 | Stupid Dream           | — | — | — | — | — | Erstveröffentlichung: März 1999 Verkäufe: + 75.000; Re-Release 2006 + DVD-Audio (5.1-Mix)      |
| 2000 | Lightbulb Sun          | — | — | — | — | — | Erstveröffentlichung: Mai 2000 Verkäufe: + 75.000; Re-Release April 2008 + DVD-Audio (5.1-Mix) |
| 2002 | In Absentia            | DE58 (3 Wo.)DE | — | — | — | — | Erstveröffentlichung: September 2002 Re-Release 2020 + Bluray (5.1 Mix)                        |
| 2005 | Deadwing               | DE52 (2 Wo.)DE | — | — | UK97 (1 Wo.)UK | US132 (1 Wo.)US | Erstveröffentlichung: März 2005 in UK erst 2018 in den Charts                                  |
| 2007 | Fear of a Blank Planet | DE21 (4 Wo.)DE | — | CH41 (3 Wo.)CH | UK31 (2 Wo.)UK | US59 (2 Wo.)US | Erstveröffentlichung: April 2007                                                               |
| 2009 | The Incident           | DE17 (3 Wo.)DE | AT45 (1 Wo.)AT | CH20 (2 Wo.)CH | UK23 (2 Wo.)UK | US25 (1 Wo.)US | Erstveröffentlichung: September 2009                                                           |
| 2022 | Closure/Continuation   | DE1 (8 Wo.)DE | AT4 (2 Wo.)AT | CH1 (6 Wo.)CH | UK2 (1 Wo.)UK | US90 (1 Wo.)US | Erstveröffentlichung: 24. Juni 2022                                                            |